# ウイリアム・ジョップリング
ウイリアム・ジョップリング（William Jopling、1911年3月2日 - 1997年8月21日）はハンセン病学者で、病理学者Ridleyと共にハンセン病のRidley-Jopling の分類を完成した人である。アフリカでハンセン病に興味を覚え、戦後イギリスに作られた専門病院の院長を務めた。ハンセン病に関する教科書であるHandbook of leprosyを編集し5版を数えた。その他、Leprosy stigmaなどハンセン病に関しての著作も多い。

## 生涯

### 生い立ち
1911年イタリア、ポッツオーリ生まれ。1936年にロンドンで医師となり、外科と産婦人科の研修した。船医になり日本にも訪れている。

### アフリカでの生活
1938年、アフリカの南ローデシア（現在のジンバブエ）医学サービスに入り、南ローデシアのハートレィで勤務した。そこでハンセン病に興味を覚え、Ngomaharuというらい療養所で研修を受けた。戦争時は軍医も務めたが、戦後上司と対立し、1947年36歳でロンドンに帰った。

### ロンドンでの研究
ロンドンに帰ったジョップリングは、熱帯病医学を専門に大学院に入った。その後、Jordan病院という24床のハンセン病専門病院が1950年にでき、そこに住み込み院長となった。親しみやすい人柄で各国に多くの交友があり、ジョルダン病院の総婦長と再婚した。Jordan病院での経験と研究は、Joplingのハンセン病に関する幅広い知識の基礎となった。1958年には東京の国際学会に出席した。1962年には病理学者Ridleyとの共同研究でハンセン病の分類を完成させた。

## 成果

### ハンセン病のスティグマ
スティグマは社会学用語である。スティグマは、もともとはギリシアで奴隷・犯罪人・謀反人であることを示す焼き印・肉体上の「しるし」のことで、汚れた者・忌むべき者というマイナスイメージが肉体上に烙印されたものである。のちにカトリック教会では、十字架上で死んだキリストの五つの傷と同じものが聖人＝カリスマにあらわれるということから、「聖痕」の意味に転化した。このような由来をもつため西欧では日常語として使われている。とくに学術用語としてはアーヴィング・ゴッフマン（Erving Goffman）が使った。スティグマとなりうる属性(identity peg)としては、病気・障害・老齢などの肉体的特徴、精神異常・投獄・麻薬常用・アル中・同性愛・失業・自殺企図・過激な政治運動などから推測される性格的特徴、人種・民族・宗教に関わる集団的特徴などがある。
ジョップリングのJordan病院での経験などにより、ハンセン病のスティグマ(Leprosy stigma)に関する論文も書いた。ハンセン病に関するスティグマは、ハンセン病に関しての無知、聖書、法律（日本のらい予防法がまだ当時はあった）が関係し、医師の知識不足やらい療養所自体の責任が関わっている場合もある。600BCの中国や西欧でも中世に多くのらい患者が出てスティグマを受け、現在多くの死体が発掘されている。ジョップリングは、イギリス、イギリス以外のヨーロッパ、中国、アメリカ大陸、カリブ海におけるハンセン病のスティグマの詳細な例を挙げた。

### ハンセン病の分類法(Ridley-Jopling Classification)
ジョップリングは1962年に発表したハンセン病の分類法である。現在も学問的な分類として定着している。以下の表に見られる通り、レプロミン反応（光田健輔が最初に考案した光田反応がある。他にダルメンドラ反応などもある）を軸に並べてある。最初のIndeterminate groupは初期でまだ、らい菌に対する免疫状態がはっきりしない時期のもの。現在は人体からの抗原が入手不可で、光田反応は行われない。
| 病型         | 性状                                                       | 組織像                                   | レプロミン反応(光田反応) |
| I(未定型群)  | 不鮮明な扁平は紅斑か白斑                                   | リンパ球＋～± マクロファージ？らい菌±～- | - ～±                    |
| TT(類結核型) | 少数の辺縁明瞭な隆起性または扁平の斑                       | リンパ球 4+類上皮細胞 巨細胞 らい菌 ±～- | 2+～3+                   |
| BT(境界型)   | やや多数の辺縁明瞭な扁平または隆起性の斑、一部は中心部脱色 | リンパ球 3+ 類上皮細胞 巨細胞            | +～++                    |
| BB(境界型)   | やや多数の辺縁明瞭な環状隆起疹または扁平斑など多数         | リンパ球 ++ 類上皮細胞 らい菌 +          | (-)～±～+                |
| BL(境界型)   | 多数の多様性の皮疹、環状疹もある                           | リンパ球 + 組織球 らい菌 3+              | -～±                     |
| LL(らい腫型) | びまん性の紅斑、丘疹、結節                                 | リンパ球 ± らい菌 4+                     | -                        |
| ------------ | ---------------------------------------------------------- | ---------------------------------------- | ------------------------ |

## トピックス

### ダミアン神父がハンセン病を発病した原因に関する見解
ダミアン神父は、ハンセン病患者の奉仕を行っていたが、ハワイのモロカイ島でハンセン病を発病した神父である。ダミアン神父がハンセン病を発病した原因に関してジョップリングは見解を示した。ダミアン神父がハンセン病患者に奉仕を行っていたためハンセン病の原因であるらい菌に濃厚感染を受けたことが原因であるとされていたが、それを否定し、ダミアン神父がハンセン病を発病しやすい全体の5%にみられる免疫に関する体質に入っていたからであると述べた

## 文献・注釈
1. ↑  中国語、スペイン語などに翻訳されたが、日本語はない。
2. ↑  戦後各地からのハンセン病患者の流入があり、昔の城を改造した政府立のハンセン病専門病院である。患者が少なくなり1967年に閉院した。recollections and reflections  William Jopling The Star 51,4, p5, March/April 1992
3. ↑  その際、この病院に訪れた東京からの客により村田茂助がErythema nodosum leprosum (らい結節性紅斑)を命名したのがわかったということを自叙伝に述べた
4. ↑  Leprosy stigma  Jopling W. Lepr Rev 1991, 62,1-12
5. ↑  多剤療法でらいを根絶するとleprosy stigmaも消失すると予測される
6. ↑  ただし、日本の例はない。理由として日本における例の英文文献が手に入らなかった点がある
7. ↑  多くの本では1966年の論文が引用されているが、ジョップリング自身は1962年に発表した論文を掲げている
8. ↑  一方、WHOでは実地での便利性を考慮し　多菌型(Multibacillary) と小菌型(Paucibacillary)という分類が提唱されている
9. ↑  ハンセン病の外来診療　石橋康正ら編集　メジカルセンス　1997
10. ↑  モロカイ島の殉教者ダミアン神父　－新たに発見された写真と発病に関するジョップリング博士の見解 菊池一郎 日本医事新報 3669,65-67,1994
11. ↑  ダミアン神父#医学的側面